# Jill Sobule
Jill Sobule, née le 16 janvier 1959 à Denver (Colorado) et morte le 1er mai 2025 à Woodbury (Minnesota), est une chanteuse de rock américaine.

## Biographie

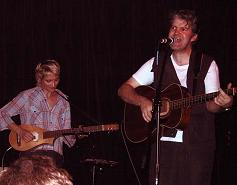
Jill Sobule et Lloyd Cole à Seattle en 2005.

Jill Sobule est notamment connue pour sa chanson I kissed a girl ayant le même titre que celle de Katy Perry. Jill Sobule avait également critiqué cette dernière, en l'accusant de l'avoir copié.
Le 1er mai 2025, elle meurt au cours de l'incendie d'une  maison à Woodbury dans le Minnesota,.